# عجمي (ماكو)
عجمي هي قرية في مقاطعة ماكو، إيران. يقدر عدد سكانها بـ 22 نسمة بحسب إحصاء 2016.